# نيل سيثي
نيل سيتي (بالإنجليزية: Neel Sethi)‏ ممثل أميركي ولد بتاريخ 22 ديسمبر 2003 في مدينة نيويورك. تم اختياره لتمثيل شخصية ماوكلي الشهيرة في فيلم كتاب الأدغال.

## أفلامه
| السنة | العنوان      | الدور  | ملاحظة      |
| ----- | ------------ | ------ | ----------- |
| 2013  | ديوالي       | جاي    | فيلم قصير   |
| 2016  | كتاب الأدغال | ماوكلي | صوة و تمثيل |

## وصلات خارجية
- نيل سيثي على موقع IMDb (الإنجليزية)
- نيل سيثي على موقع روتن توميتوز (الإنجليزية)
- نيل سيثي على موقع ألو سيني (الفرنسية)
- نيل سيثي على موقع أول موفي (الإنجليزية)
- نيل سيثي على موقع قاعدة بيانات الفيلم (الإنجليزية)
- نيل سيثي على موقع كينوبويسك (الروسية)